# Encefalite equina do oeste
Encefalite equina do oeste ou Encefalomielite equina ocidental (EEO) é uma doença viral causada por um alphavirus transmitido por mosquitos que afeta humanos, equinos e aves. Essa encefalite viral é endêmica do oeste do continente americano e mais comum em crianças. 

## Causa
O vírus da EEO é transmitido por mosquitos Culex e Aedes usando diversas aves silvestres servem de reservatório. É difícil de diagnosticar porque é um vírus de difícil cultivo e causa sintomas muito similares a outras encefalites ou encefalomielites.
Apesar de que no Brasil é mais comum a encefalite equina do leste(EEL), o vírus da EEO foi encontrada em aves da Amazônia, no Pantanal e na mata atlântica do Rio de Janeiro.

## Sinais e sintomas
Depois de 4 a 10 dias de incubação os sintomas possíveis incluem:
- Dor de cabeça intensa
- Náuseas ou vômitos
- Vertigem
- Febre
- Dor de garganta
- Dificuldade para respirar
- Dor muscular ou/e articular
- Confusão mental
- Déficits neurológicos focais (incomum)
- Convulsões (apenas em bebês)
- Sonolência
- Rigidez do pescoço (quando afeta meninges)
- Mal-estar e fraqueza
- Sensibilidade a luz
- Calafrios
- Paralisia do nervo craniano (raro)

## Diagnóstico
Cultivo celular como Vero ou em ratos, ou estudos serológicos de anticorpos como ELISA indireto.

## Tratamento e prevenção
Não existem vacinas ou tratamento específico para esse vírus. O controle do mosquito e uso de repelentes e telas é a melhor forma de evitar a doença.

## Prognóstico
É fatal em apenas 3%, o que a diferencia muito da encefalite venezuelana e encefalite do leste, que são dez a vinte vezes mais fatais respectivamente. Porém, em 30% dos casos em bebês deixam sequelas neurológicas. Quanto mais sintomas neurológicos pior o prognóstico.